# Charles Boycott
Charles Cunningham Boycott (12 tháng 03 năm 1832 - 19 tháng 06 năm 1897) là một nhà quản lý bất động sản người Anh tại Ireland, thuật ngữ tẩy chay trong tiếng Anh được đặt theo tên của ông, vì trong quá trình làm việc tại Hạt Mayo, Ireland, Charles Boycott đã bị cộng đồng địa phương phản đối và thực hiện các hành động kỳ thị, giới báo chí của Anh đã dùng tên ông để biểu thị cho những hành động phản kháng bất bạo động để phản đối về một bất công nào đó mà sau này được hiểu là tẩy chay.
Ông từng là một quân nhân và phục vụ trong Trung đoàn Bộ binh 39 của Quân đội Anh, trên đất Ireland. Sau khi giải ngũ, Boycott đã trở thành một nhà quản lý bất động sản cho Lãnh chúa Erne, một chủ đất ở khu vực Lough Mask thuộc Hạt Mayo.
Năm 1880, như một phần của "Chiến dịch ủng hộ Three Fs" (tiền thuê hợp lý, quyền sử dụng cố định và bán tự do) và đặc biệt là để chống lại việc thu hồi bất động sản được đề xuất, các nhà hoạt động địa phương của Liên đoàn Đất đai Quốc gia Ireland đã khuyến khích nhân viên của Boycott (bao gồm cả nhân công thời vụ được yêu cầu thu hoạch mùa màng trong điền trang của Lãnh chúa Erne) từ chối lao động, và bắt đầu chiến dịch cô lập chống lại Boycott trong cộng đồng địa phương. Trong chiến dịch này các cửa hàng ở Ballinrobe gần đó từ chối phục vụ ông ta. Một số bị đe dọa bằng bạo lực để đảm bảo tuân thủ.
Chiến dịch chống lại Boycott đã trở thành một cơn sốt trên báo chí Anh sau khi ông viết một lá thư cho tờ The Times. Các tờ báo đã cử phóng viên đến miền Tây Ireland thu thập chứng cứ để viết bài về các chủ đề mà họ coi là nạn nhân của những người theo chủ nghĩa dân tộc Ireland. Năm mươi người Orangemen từ Hạt Cavan và Hạt Monaghan đã đến điền trang của Lãnh chúa Erne để thu hoạch mùa màng, trong khi trung đoàn kỵ binh Royal Hussars số 19 và hơn 1.000 cảnh sát thuộc Sở hiến binh Hoàng gia Ireland (RIC) đã được điều đến để bảo vệ máy gặt. Quy trình rườm rà này ước tính đã khiến chính phủ Anh và những người khác tiêu tốn ít nhất 10.000 bảng Anh để thu hoạch số nông sản chỉ trị gia 500 bảng Anh.
Boycott rời khỏi Ireland vào ngày 1 tháng 12 năm 1880, và vào năm 1886, trở nhân viên quản lý đất đai cho bất động sản Flixton của Nam tước Hugh Adair ở Suffolk. Ông qua đời ở tuổi 65 vào ngày 19 tháng 06 năm 1897 tại nhà riêng ở Flixton, sau một cơn bạo bệnh vào đầu năm đó.

## Cuộc sống đầu đời và gia đình

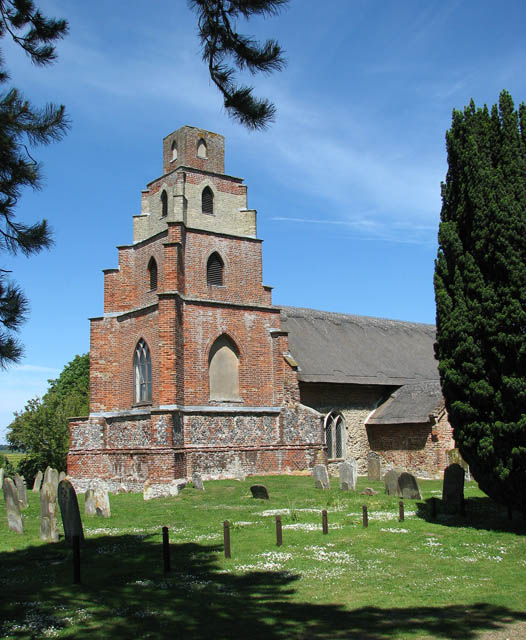
Nhà thờ St. Mary's, nơi cha của Boycott làm cha sở.

Charles Cunningham Boycott sinh năm 1832, con của Mục sư William Boycatt và vợ là Georgiana. Ông lớn lên tại làng Burgh St Peter ở Norfolk, Vương quốc Anh; gia đình Boycatt đã sống ở Norfolk gần 150 năm. Họ là người gốc Huguenot, và đã trốn khỏi Vương quốc Pháp vào năm 1685 khi Louis XIV thu hồi các quyền tự do dân sự và tôn giáo đối với những người theo đạo Tin lành Pháp. Charles Boycott được đặt tên là Boycatt trong hồ sơ rửa tội của mình. Gia đình đã đổi cách viết tên của ông từ Boycatt thành Boycott vào năm 1841.
Boycott đã được giáo dục tại một trường nội trú ở Blackheath, London. Ông quan tâm đến quân đội—và vào năm 1848, ông vào Học viện Quân sự Hoàng gia, Woolwich, với hy vọng được phục vụ trong Quân đoàn Kỹ sư hoàng gia.  Boycott rời học viện vào năm 1849 sau khi trượt kỳ thi định kỳ, và năm sau, gia đình đã mua cho ông một vị trí sĩ quan trong trung đoàn Bộ binh 39 với giá 450 bảng Anh.
Trung đoàn của Boycott chuyển đến Belfast ngay sau khi ông gia nhập. Sáu tháng sau, nó được gửi đến Newry trước khi hành quân đến Dublin, nơi họ ở lại trong một năm. Năm 1852, Boycott kết hôn với Anne Dunne tại Nhà thờ St Paul, Arran Quay, Dublin. Ông bị ốm từ tháng 8 năm 1851 đến tháng 2 năm 1852 và bán lại quân hàm sĩ quan của mình vào năm sau, nhưng quyết định ở lại Ireland. Boycott thuê một trang trại ở Hạt Tipperary, nơi ông trở thành một địa chủ nhỏ.

## Cuộc sống ở Đảo Achill
Sau khi nhận được tài sản thừa kế, Boycott đã bị thuyết phục bởi người bạn của mình, Murray McGregor Blacker, một quan tòa ở địa phương, chuyển đến Đảo Achill, một hòn đảo lớn ngoài khơi Hạt Mayo. McGregor Blacker đồng ý cho Boycott thuê lại 2.000 mẫu Anh (809 ha) đất thuộc Hiệp hội Truyền giáo Nhà thờ Ailen trên Achill. Theo Joyce Marlow trong cuốn sách Captain Boycott and the Irish, cuộc sống của Boycott trên đảo ban đầu rất khó khăn, và theo cách nói của chính Boycott thì chỉ sau "một cuộc đấu tranh lâu dài với hoàn cảnh bất lợi" ông mới trở nên thịnh vượng. Với số tiền từ một tài sản thừa kế khác và lợi nhuận từ việc trồng trọt, ống ấy đã xây một ngôi nhà lớn gần Dooagh.